# Lycaena dalmatina
Lycaena dalmatina är en fjärilsart som beskrevs av Wagner 1909. Lycaena dalmatina ingår i släktet Lycaena och familjen juvelvingar. Inga underarter finns listade i Catalogue of Life.